# JUNET
JUNET（ジェイユゥネット、Japan University NETwork）は、1984年から1991年に存在した日本の学術組織を結んだ研究用のコンピュータネットワーク。今日インターネットと呼ばれているネットワークの日本における実質的な起源。

## 特徴
電話回線を使用して、主として UUCP によるバケツリレー方式で、電子メール・ネットニュース等の情報交換を行うシステムであった。
インターネットに先駆け、組織や端末の表記・識別に有用な、ホスト名部分を活用した「階層型ドメイン名」でのアドレス表記を採用したことが特筆される。階層型ドメイン表記は、日本の業績として雑誌"Communication of the ACM"の記事に記載されている。その後、インターネットにおけるアドレス表記として普及し、世界中で使用されている（2023年現在）。
電子メールなどで日本語を表現するために使用されていた ISO-2022-JP 文字エンコーディング方式（俗に「JIS コード」と呼ばれる）は、初期の JUNET において開発され、当初は「JUNET コード」とも呼ばれた。
JUNET のネットニュースにおいては、当初からニュースグループ階層名として fj が用いられた。このニュースグループ fj は、"from Japan" の名のとおり JUNET の枠を超えて全世界に流通し、次第に JUNET とは独立に運営されるようになって、JUNET 終了後も存続している。

## 歴史
- 1984年9月に、村井純が個人的なデータの移動のために双方の大学に許可を得ることなく、また適法な手続きを経ずに慶應義塾大学と東京工業大学を接続。
- 1984年10月に東京大学が加わり、実験ネットワークとして運用を開始した。その後多くの大学や企業の研究機関が参加し、最終的には 600 以上の組織を結ぶネットワークになる。
- 1987年には KDD 研究所（KDDLABS, 現KDDI総合研究所）のもつ国際接続の共用利用を目的とし、国際科学技術通信網利用クラブ (InetClub) が設立される。初代会長は石田晴久。
- 1991年10月に実験ネットワークとしての JUNET は終了した。

JUNET 終了後のドメイン名割当て機能は JNIC（後の JPNIC）に移管した。ニュースグループ fj はすでに JUNET とは独立に運営されていたので、そのまま存続した。JUNET 終了時点の参加組織には、既にWIDE、JAIN、TISN のような広域 TCP/IP ネットワークに参加している組織も少なくなかったが、JUNET の UUCP 接続に依存していた組織の多くは、地域系ネットワークに移行した。
また、このような移行が難しい組織を暫定的に収容するために、JUNET の UUCP 接続の一部が「JUNET 協会」として残された。これはボランティアベースで運営されていた旧 JUNET と異なり、参加組織から会費を集め、業務として JUNET 運営の責任を負う組織として設立された。初代会長には吉村伸（メディアエクスチェンジ創業者）、2代目の会長には砂原秀樹（奈良先端科学技術大学院大学教授）と、いずれもインターネット業界の有名人が就いている。また、副会長には徳川義崇（尾張徳川家第22代当主、現：徳川黎明会会長）が就いていた。
メールアドレスのドメイン名として初期には .junet が用いられていたが（例: 東京大学は u-tokyo.junet）、やがて JP ドメイン（当時は属性型 JP ドメインだけ）に移行した。

## 商用インターネット立ち上げと協会の終焉
1992年から、IIJ や AT&T JENS（現ソフトバンクテレコム）などの商用インターネットサービスプロバイダが次々と立ち上がり始めたので、1994年10月の設立10周年を迎えたのを機にJUNET協会も「役割を終えた」として10年の歴史に幕を降ろし解散した。InetClubも同年に解散した。

## 村井純及び関係者の談話
創設に直接関わった関係者によると、慶應義塾大学に籍（席）を残したまま東京工業大学で勤務していた村井純が、日本の某ベンダー企業に依頼し東京大学駒場キャンパスの計算センターと慶應義塾大学日吉キャンパスの計算センターを米国Bridge Communications社（現3Com社）製機器、TA、DSUなどの機器及び電話回線（X.25プロトコル）で接続し、その後Cisco社製機器などを使用して東京大学－東京工業大学間も接続したという。
しかし、村井純の昔の談話では、最初に接続したのは慶應義塾大学－東京工業大学であって、速度は 300bpsで接続経費は150万円ほどとのことである。学術関係者などによる諸般のインターネット歴史解説でも、このような村井純の談話を元に、最初（日本におけるインターネットの起源）は慶應義塾大学－東京工業大学であって、後に東京大学とも接続されたとされている。
なお、村井純によると、接続した理由は「ファイルをテープメディアで送るのが面倒」ということであった。しかし、建前上は世界平和のためと彼得意の本当か冗談かわからない笑い話も披露していた。
また、よくこれに関連して「村井純が自分でマンホールに潜って、大学構内にケーブルを張り巡らせた」という話がまことしやかに囁かれているが、当時慶應大で村井の後輩だった砂原秀樹などはこれを否定しており、いわゆる都市伝説の一つであると考えるのが妥当だろう。ただし、村井純の指揮でイエローケーブルを慶應義塾大学の建物間の地下配管に通したことは事実である（大学当局から怒られた）。

## 名称
名称は当初「ジェイユゥネット」と読まれ、後に「ジュネット」の読みも広まり、どちらも正しいとされている。
名称の由来は Japan University Network とされることが多い。J は文献によって Japan または Japanese となっている。U は University, UNIX, UUCP などの意味をもつが、どれを正式なものとしても例外が多いので、これらの意味を兼ね備えるとされた。半ばジョークであるが、村井純の名前に由来する「純ネット」だ、などとも言われる。
英国の JANET (Joint Academic NETwork) を参考にしたとも言われている。

## JUNET記念日
1987年7月1日に、日本中のほとんどのサイトでネットニュース記事の配送が突然停止してしまった。原因は、ニュース配送システム Bnews に漢字が通るように当てたパッチ中の“july”とすべき箇所が“July”となっていたことによる。
翌年から7月1日は「JUNET記念日」と呼ばれるようになった。この日はニュースの配送に感謝して、ほとんどの人がニュース記事の投稿を控えた。この名称は、当時流行していた俵万智の「サラダ記念日」をもじったものである。